# 적 (2023년 영화)
《적》(영어: Foe)은 2023년 개봉한 SF 스릴러 영화이다. 가스 데이비스가 감독과 공동각본을 맡았으며, 이언 리드의 동명 소설이 영화의 원작이다.

## 출연
- 폴 메스칼 - 주니어
- 세어셔 로넌 - 헨리에타
- 에런 피에어 - 테런스